# Fred Ledegang
Fred Ledegang (Amsterdam, 27 december 1937 - Almelo, 10 september 2022) was een Nederlands theoloog, classicus en dienaar van het Woord, VDM. 

## Biografie
Fred Ledegang werd geboren als eerste kind van Antonie Cornelis Ledegang (1910-1983) en Cornelia Maria Groen (1913-2003), 
hij had drie broers, George, Bob en Ton en een zus Renée.
- 1950 -1956, bezocht hij het Christelijk Lyceum in Hilversum en behaalde het diploma Gymnasium A in 1956.
- 1956 - 1972, studeerde hij aan de Vrije Universiteit te Amsterdam studie theologie en klassieke letteren (kandidaatssexamen klassieke letteren in 1962; kandidaatsexamen theologie in 1965; doctoraalexamen theologie in 1972 (hoofdvak dogmageschiedenis bij Prof. Dr. G.C. Berkouwer; scriptie over "De eucharistie bij Origenes").
- 1961 - 1968, was hij student-assistent bij Prof. Dr. R. Schippers en maakte deel uit van het nieuw-testamentisch seminarie. In de periode 1961-1963 was hij part-time leraar grieks en latijn aan het Gereformeerd Gymnasium te Amsterdam en van 1963-1965 aan het Christelijk Lyceum te Hilversum.
- 1967, op 28 december trouwde hij met Jeltina Lamberta Regina Keegstra (’s-Gravenhage, 25 augustus 1939 - ), dochter van Pieter Keegstra en Djurretje Heeres.
- 1979 - 1984, werkzaam als wetenschappelijk ambtenaar werkzaam op een universitaire onderzoek plaats binnen de vakgroep Kerkgeschiedenis en patrologie van de theologische faculteit van de Katholieke Universiteit Nijmegen en gaf op uitnodiging van de vakgroep liturgie (Prof. Dr. A. H.M. Scheer) colleges over "Liturgische verkenningen bij Origenes (gebed, preek, eucharistie, doop)". Op uitnodiging van de vakgroep godsdienstwetenschappen (Prof. Dr. E.M.J.M. Cornélis) verleent hij medewerking aan colleges over "Syncretisme bij Origenes" voor doctoraal studenten. Op verzoek van vakgroep gaf hij colleges over "Het gebed in de eerste drie eeuwen" in het kader van het 3e jaars project over "Bidden".
- 1992, zijn specialiteit was de Alexandrijnse theologie, in 1992 promoveerde (Promotor: prof. dr. A.J.M. Davids) hij aan deze universiteit op een proefschrift getiteld Mysterium Ecclesiae. Beelden voor de Kerk en haar leden bij Origenes.

### Dienaar van het Woord
- 1968 - 1973, in augustus stelde hij zich beroepbaar voor de Gereformeerde Kerken in Nederland en kreeg beroepen uit Hattum, Poortvliet, Rottevalle, Schipluiden, Schoonrewoerd en werd op 14-01-1968 bevestigd als predikant te Schoonrewoerd waar hij tot 1973 bleef. In de periode 1970 - 1973 was hij redacteur aan de Gereformeerde Kerkbode voor de classes Barendrecht, Dordrecht en Gorinchem.
- 1973 - 1979, was hij predikant van Maarssen en Maarssenbroek (1973-1979), praeses van de classis Breukelen (1976-1979) en van 1975-1978 scriba van de Particuliere (= Provinciale) Synode van Utrecht.
- 1984 - 1999, Heerenveen-zuid (later Oudeschoot).

Fred Ledegang was onder meer lid van de Association Internationale d'Etudes Patristiques, het Genootschap voor Oud-Christelijke Studiën, 
het Werkgenootschap voor Katholieke Kerkhistorici in Nederland, de Werkgemeenschap Kerkgeschiedenis van de 
Stichting voor Historisch Onderzoek en van de Werkgemeenschap Klassieke Letteren van de Stichting Literatuurwetenschap. 
Ook maakte hij deel uit van een internationaal gezelschap van Origenes-specialisten, hij hield zich gedurende lange tijd bezig met deze kerkvader. 
Dominee F. Ledegang preekte voor het laatst in de ochtenddienst in het gereformeerde kerkelijk centrum Irene in Vroomshoop.
Fred Ledegang overleed op 10 september 2022 te Almelo en werd op op 16 september begraven op begraafplaats Oud Eik en Duinen in 's Gravenhage.

## Publicaties (selectie)
- 1992, Mysterium Ecclesiae. Beelden voor de Kerk en haar leden bij Origenes, ISBN 9090052585 / ISBN 978-9090052588, https://repository.ubn.ru.nl/bitstream/handle/2066/113150/mmubn000001_360018823.pdf.
- 1995, Origenes, Een experimenteel theoloog uit de derde eeuw, Kok, Kampen, ISBN 9024277590, ISBN 978-9024277599.
- 2010, Origenes, Kok, Kampen, ISBN 978-9043518666.
- 2016, Waar haalden de gnostici hun wijsheid vandaan?, onder redactie van prof. dr. A.P. Bos en prof. dr. G.P. Luttikhuizen, F. Ledegang et al., ISBN 978-9463400428
- 2022, In dialoog met de natuur, Vroegchristelijke denkers over het scheppingsverhaal, ISBN 978-9463403405.
- 2001, Mysterium Ecclesiae: images of the Church and its members in Origen, Leuven Peeters, ISBN 9042909455, ISBN 978-9042909458.

### Bijdragen
- 1985, Image of the Church in Origen, In Origeniana Tertia: the Third International Colloquium for Origen Studies (The University of Manchester, 7th – 11th Sept., 1981). ed. by R. Hanson & H. Crouzel. Rome, 185–189.
- 1993, Images of the church in Origen in Origen. The girdle (Jeremiah 13, 1-11), in: 8. International Conference on Patristic Studies. Part two: Ascetica, liturgica, second century, Tertullian to Nicea in the west, Origen, Pages: 907-911
- 1997, Monastic diversity and ideological boundaries in fourth-century Christian Egypt, in: Journal of early Christian studies,1997, Volume: 5, Issue: 1, Pages: 61-84
- 1999, Anthropomorphosis an origenists in Egypt at the end of the fourth century, 	in: Origenes in den Auseinandersetzungen des 4. Jahrhunderts, Pages: 375-379, Leuven University Press.
- 2009, The Interpretation of the Decalogue by Philo, Clement of Alexandria and Origen, (English) In: International Origen Congress; Origeniana nona; Origen and the religious practice of his time, 228;  245-254; ISBN 978-9042922341
- 2004, Origen's view of Apostolic tradition"", In: The Apostolic Age in Patristic Thought, Type: Chapter 130–138, ISBN 978-90-47-40429-3, DOI:10.1163/9789047404293_011.
- 2008, The Ophites and the 'Ophite' Diagram in Celsus and Origen, The journal of Eastern Christian studies, Volume: 60, Issue: 1/4, Pages: 51-83.
- 2011, Heretics and Heresies in the Ancient Church and in Eastern Christianity, Studies in Honour of Adelbert Davids,  Eastern Christian Studies, 10, The Ophites, ISBN 978-9042924864.
- 2014, Eusebius'view on Constantien and his policy (Supplements To Vigiliae Christianae 125), Violence in Ancient Christianity, DOI:10.1163/9789004274907_005.

### Boekbesprekingen
- 1998, Zwischen Wüste und Welt. Das Mönchtum im Abendland, Theologische Literaturzeitung, Volume: 123, Issue: 10, Pages: 992-994
- 2001, Early Christians and Animals,  by R. M. Grant, in: Vigiliae Christianae 55(1),  pp. 110-111.
- 2002, The Apostles' Creed, Origin, History and Some Early Commentaries, Dr.L.H.Westra.
- 2012, Ernst Dassmann, Die eine Kirche in vielen Bildern. Zur Ekklesiologie der Kirchenväter (Standorte in Antike und Christentum Band 1), in: Vigiliae Christianae, Volume: 66, Issue: 5, Pages: 561-563

### Vertalingen
- 1985, Kerkvaders: teksten met toelichting uit de vroeger kerk. Brugge, Tabor, Principio (begin), praefatio (voorrede) en 4, 4, volgens de bewerking van Rufinus p. 73-107, & Homilie 2 over Genesis pag. 265-296.
- 1991, Als pelgrim naar het heilige land. De pelgrimage van Egeria in de vierde eeuw, ingeleid, vertaald en toegelicht door F. Ledegang. ISBN 978-9024265275, Kok, Kampen.
- 1994, Christelijke symboliek van dieren, planten en stenen: De Physiologus, ingeleid, vertaald en toegelicht door dr. F. Ledegang (uit de serie Christelijke bronnen, deel 6), Kok, Kampen, ISBN 90-242-8058-3.
- 2011, Philo van Alexandrië, Over de Tien Woorden. De Decalogo, ingeleid, vertaald en toegelicht door dr. F. Ledegang, Damon, Budel, ISBN 978-94-6036 024-4.

- Bibsys: 2054349
- International Standard Name Identifier: 0000 0000 6131 2332
- Library of Congress Control Number: no2002106791
- Nederlandse Thesaurus van Auteursnamen: 087543664
- Système universitaire de documentation: 251200531
- Virtual International Authority File: 22224334